# Ruan, Loiret
Ruan, Loiret là một xã trong tỉnh Loiret, vùng Centre-Val de Loire bắc trung bộ nước Pháp.